# Кызыл-Октябрь (Бураевский район)
Кызыл-Октябрь (баш. Ҡыҙыл Октябрь) — деревня в Бураевском районе Республики Башкортостан Российской Федерации. Входит в состав Кушманаковского сельсовета. 

## География

### Географическое положение
Расстояние до:
- районного центра (Бураево): 15 км,
- центра сельсовета (Кушманаково): 5 км,
- ближайшей ж/д станции (Янаул): 83 км.

## Население
| 2002 | 2009 | 2010 |
| ---- | ---- | ---- |
| 7    | ↗8   | ↘6   |

Согласно переписи 2002 года, преобладающая национальность — башкиры (100 %).